# أندريه ستاكينسايدر
أندريه ستاكينسايدر (بالروسية:Андрей Иванович Штакеншнейдер) (مواليد 6 مارس 1802 وتوفي 20 اغسطس 1865) هو مهندس روسي .

## من أعماله

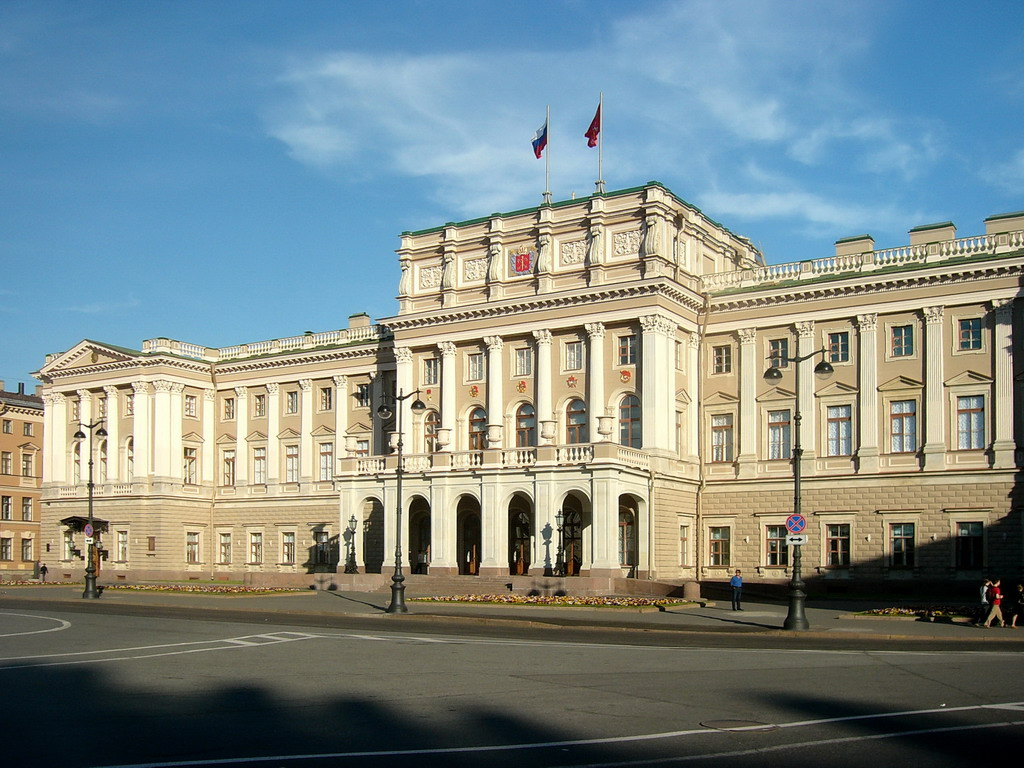
قصر مارينسكي في سانت بطرسبرغ
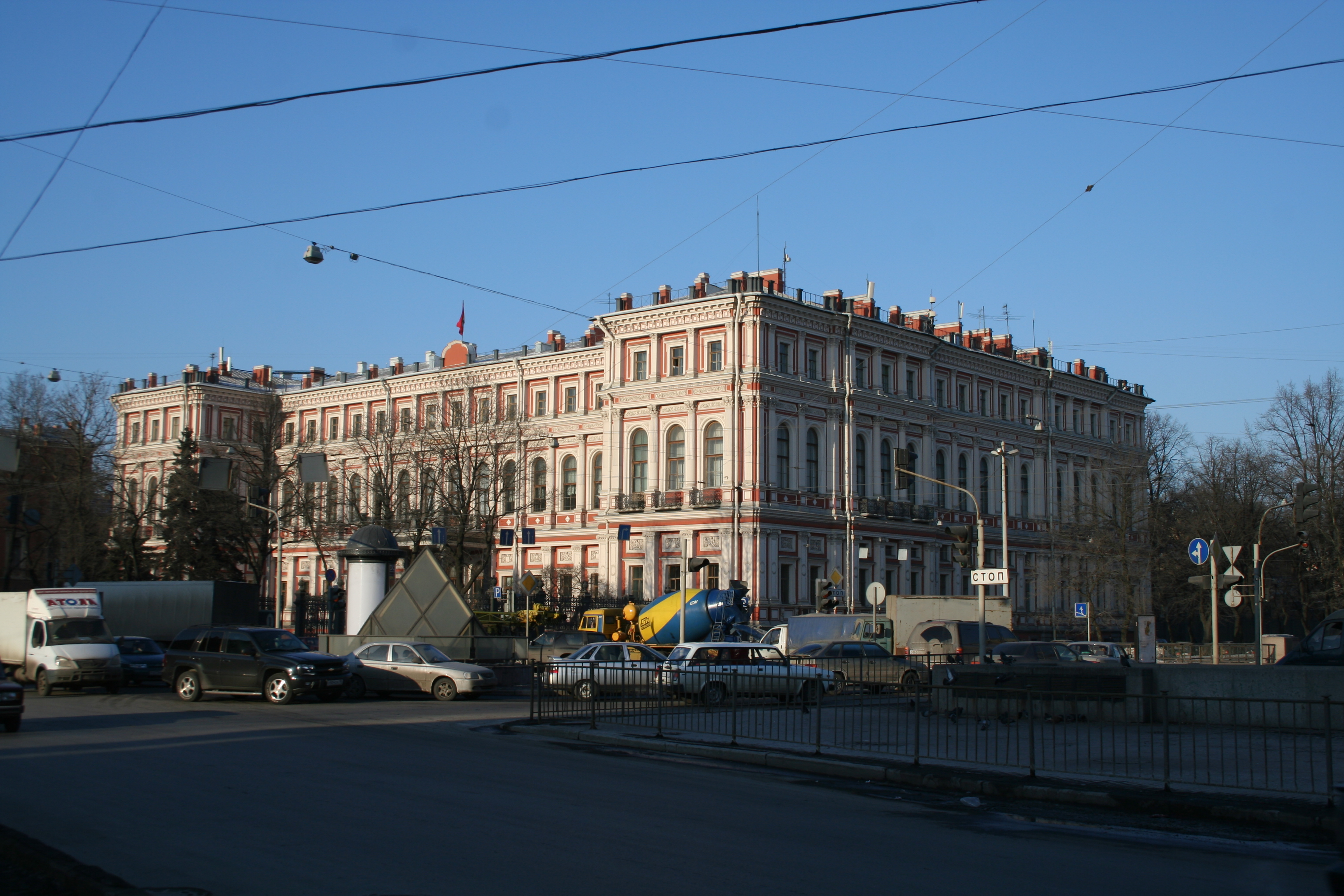
قصر نيكولاس في سانت بطرسبرغ
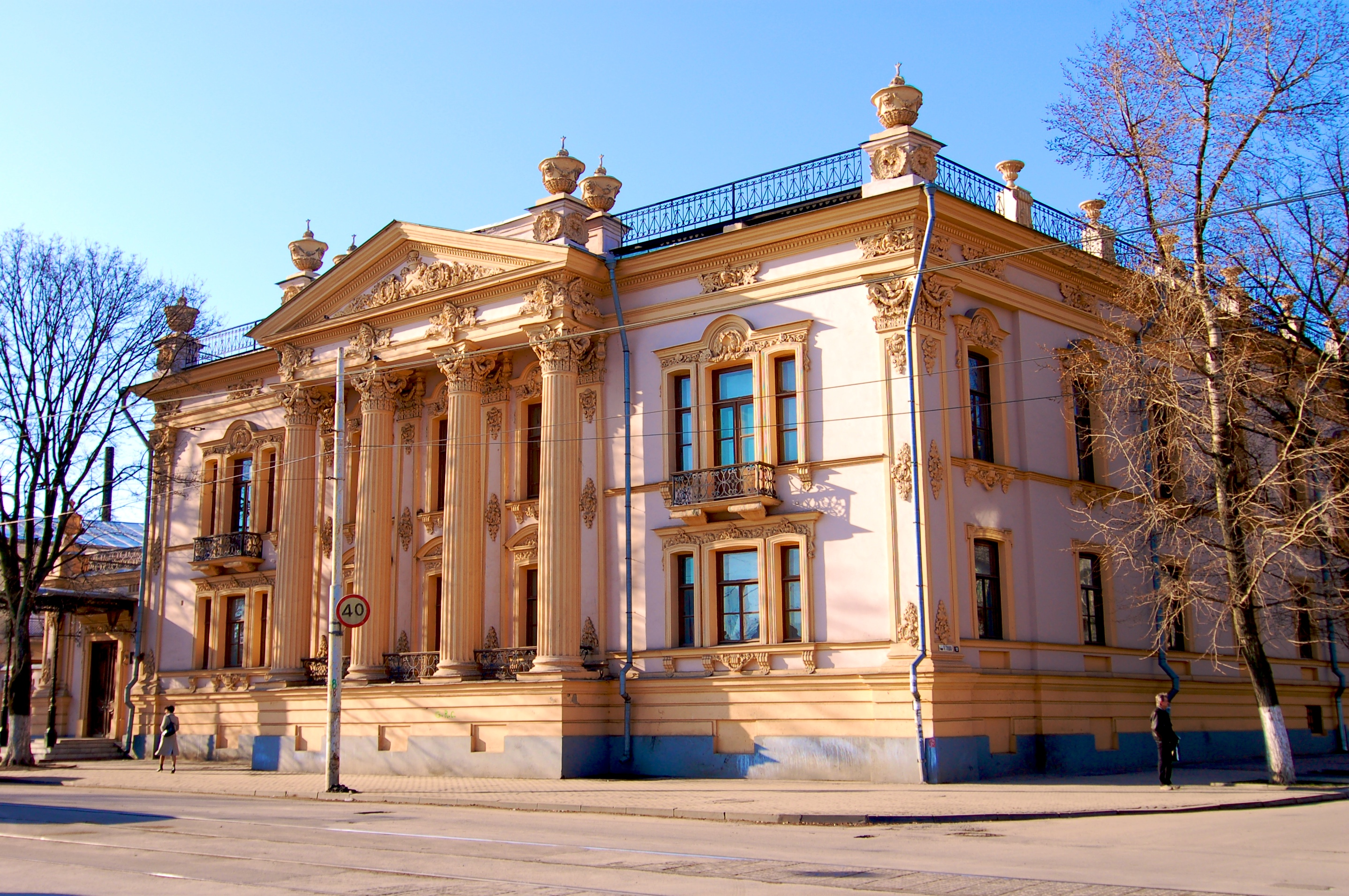
قصر الفيرقي في تاغانروغ
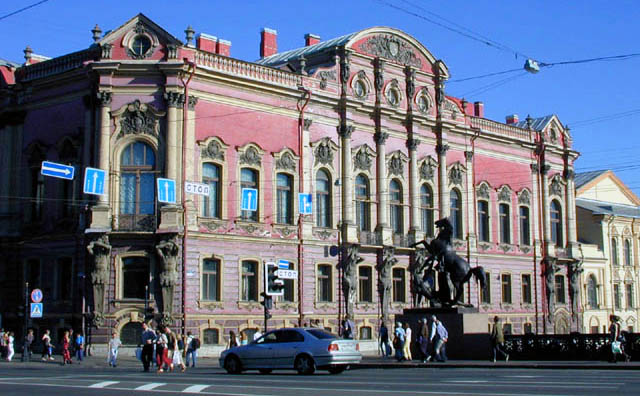
قصر Beloselsky-Belozersky في سانت بطرسبرغ
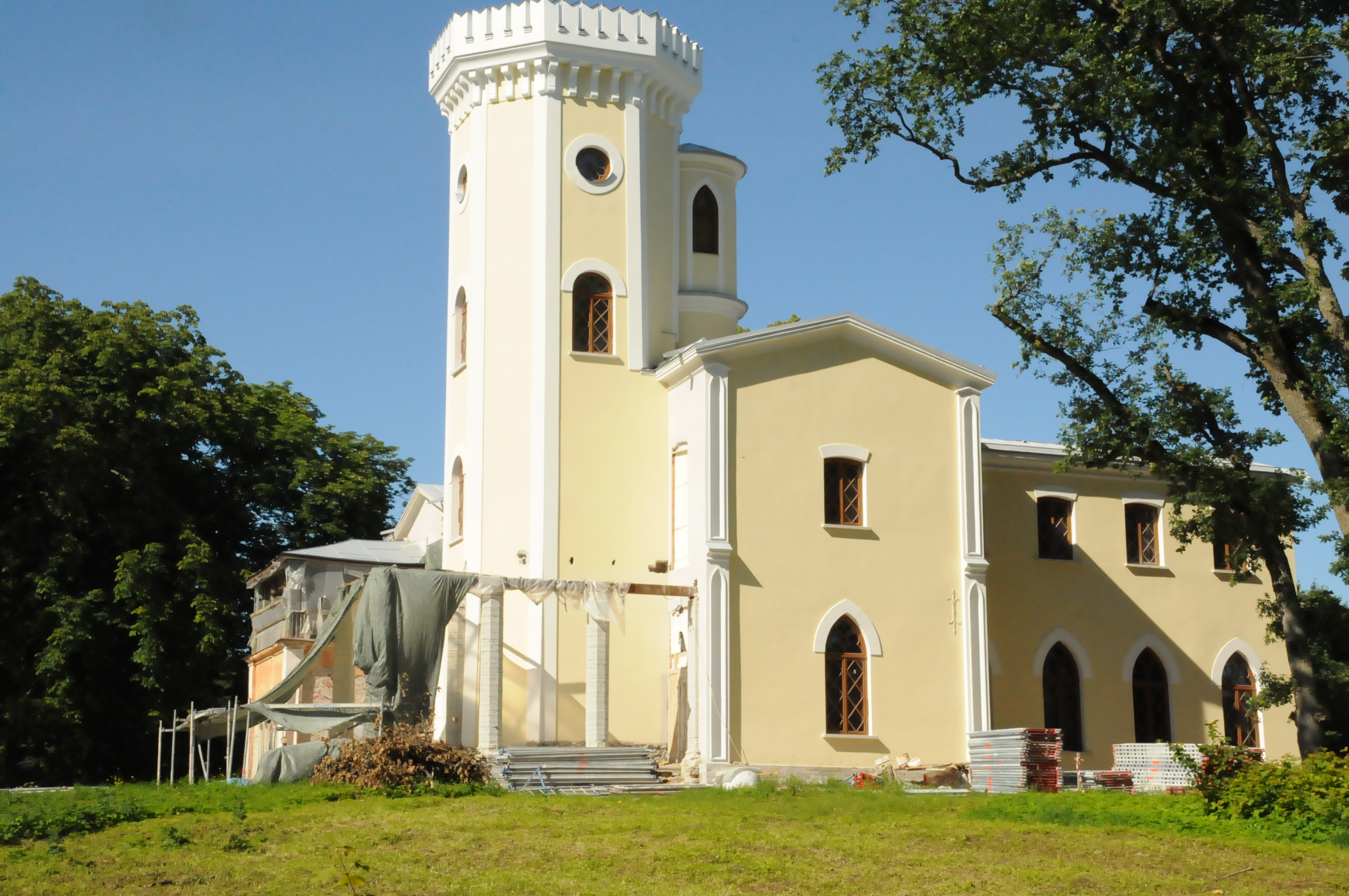
Keila-Joa manor في إستونيا، Stackenschneider's first independent work